# Dalian Wanda

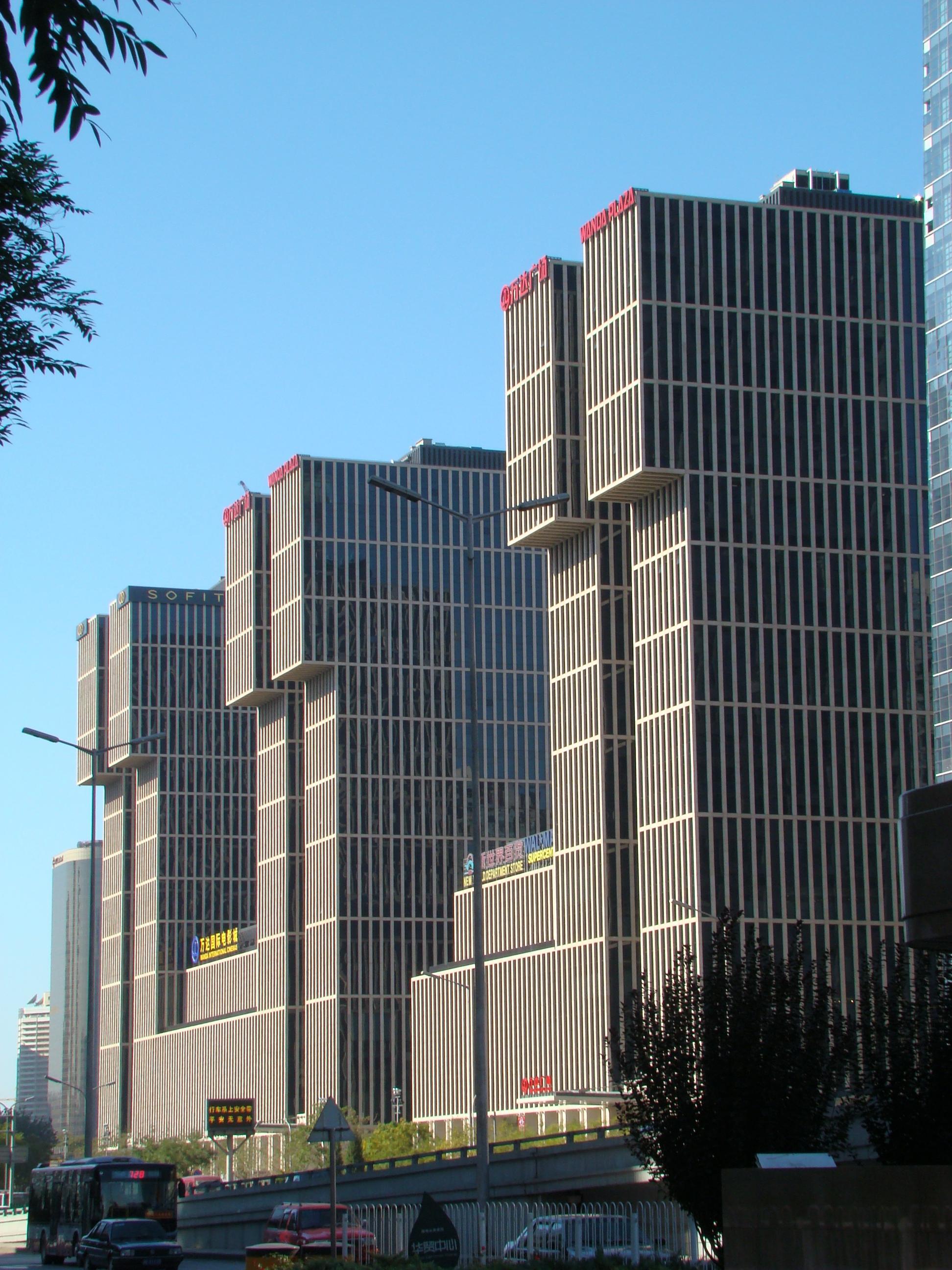
Beijing Wanda Plaza i Peking, huvudkvarter för Dalian Wanda.

Dalian Wanda (kinesiska: 大连万达), även känt som Wanda Group (kinesiska: 万达集团, Wanda Jituan), är ett kinesiskt multinationellt företag och konglomerat baserat i Peking. Det kontrollerar bland annat världens största privata fastighetsbolag.
Dalian Wanda är via sin biokedja Wanda Yanxian (万达院线) den största filmdistributören i Kina och ägare till ett antal utländska biobolag, inklusive USA-baserade AMC Theatres, sedan 2017 ägare av Nordic Cinema Group och därigenom ägare bland annat av svenska Filmstaden.